# ドウガネブイブイ
ドウガネブイブイ（Anomala cuprea、銅鉦蚉蚉）は、甲虫目コガネムシ科の草食昆虫。和名は表面が銅鉦のようで、外観がカナブン（金蚉）に似ており、西日本におけるカナブンの俗称「ブンブン（蚉蚉）」に由来している。

## 形態
体長は20ミリから25ミリ。体色は光沢のある銅色であるが、個体差があり青銅色から緑銅色まである。全体的な体型はコガネムシに似るが、より大型であり、光沢も鮮やかな緑色の体色も持たない他、頭部が長いことで区別できる。

## 生態
平地から低山地の広葉樹林帯に生息する。日本の屋久島以北、朝鮮半島や中国東北部、シベリア東部に分布している。
成虫は年1回発生する。羽化後、数日間潜伏してから地上に出て庭木や果樹、花木などに移動する。寿命は30日から50日。ブドウ、クリ、カキ、ウメ等の果樹、イヌマキやマサキ等の庭木、ナス、イチゴ、レンコン、豆類等の農作物を食害する。夜行性であり、灯火にもよく飛来する。人間などの敵に襲われると、茶色の排泄物を出す。
産卵は日没後に幼虫の餌場となる場所に着地し、主に地表下5センチから10センチのところに数個から数十個まとまって産卵する。
幼虫は土壌中に棲息し、垂直分布は夏から秋には浅く、冬は深い。幼虫はイチゴやサツマイモ、サトイモ、ラッカセイ（落花生）などの根部を食害する。特に幼虫は餌の種類で発育が影響され、麦わら、おがくず、牛糞堆肥、豚糞、クヌギ、イヌマキ、ニンジン、ラッカセイだと発育が早まる。